# Georges Tabet
Georges Tabet (Argel, 23 de enero de 1905 – París, 28 de febrero de 1984) fue un cantante, compositor, actor, guionista y director de orquesta de nacionalidad francesa. Fue conocido por formar, con Jacques Pills, el dúo musical Pills et Tabet en los años 1930.

## Biografía
Nacido en Argel, Argelia, su nombre completo era Georges Zacharie Tabet. Fue un apasionado del jazz, que descubrió durante su juventud en Argel. Practicaba sin descanso en su piano, consiguiendo ser contratado por diferentes orquestas antes de ir a actuar a París. En 1930 conoció a Jacques Pills. Con el cual formó el dúo musical Pills et Tabet. Elegidos por Mistinguett, actuaron en la revista Paris qui brille (1931) en el Moulin Rouge, junto a Jean Gabin. En el Casino de París participaron en Sex Appeal 32, espectáculo en el cual la estrella era Marie Dubas. En 1932, Pills y Tabet grabaron  Couchés dans le foin, composición de Mireille Hartuch y Jean Nohain que lanzó las carreras de ambos cantantes.
La pareja actuó en gira por el mundo entero, hasta que Jacques Pills decidió actuar en solitario a partir de 1939. Entonces, Georges Tabet decidió centrarse en el cine como guionista. Su nombre quedó asociado al de su hermano, André Tabet (1902-1981), en compañía del cual escribió el guion de dos éxitos del director Gérard Oury: Le Corniaud (1965) y La gran juerga (1966).
Georges Tabet falleció en París, Francia, en 1984.

## Selección de su filmografía
- 1936 : Prends la route, de Jean Boyer (con Jacques Pills)
- 1936 : Toi, c'est moi, de René Guissart (con Jacques Pills)
- 1951 : Au pays du soleil, de Maurice de Canonge
- 1952 : The Green Glove, de Rudolph Maté
- 1952 : Brelan d'as, de Henri Verneuil, sketch Je suis un tendre
- 1952 : Mon curé chez les riches, de Henri Diamant-Berger
- 1953 : Jeunes Mariés, de Gilles Grangier
- 1953 : Mandat d'amener, de Pierre-Louis
- 1957 : Œil pour œil, de André Cayatte
- 1961 : Che femmina!! e... che dollari!, de Giorgio Simonelli